# Ataenius jelineki
Ataenius jelineki är en skalbaggsart som beskrevs av Fortuné Chalumeau 1982. Ataenius jelineki ingår i släktet Ataenius och familjen Aphodiidae. Inga underarter finns listade.